# アサザ属
アサザ属（学名：Nymphoides）は、ミツガシワ科の属。湖沼やため池に生育する抽水植物が中心である。世界に約50種が分布している。

## 特徴
スイレンに似た丸い葉が水面に浮くことから、スイレン属（Nymphaea）に似た植物ということで Nymphoides という属名がつけられた。水中に伸びた匍匐茎から浮葉を出して、盛んに生長する。また水位が低下しても、抽水葉を展開して陸生形となることで生存することが出来る。
茎を伸ばして水上に花を咲かせる。花弁は5枚か6枚、花弁の色は白もしくは黄色である。
ハナガガブタ（Nymphoides aquatica）など一部の種は、バナナプラントと呼ばれてアクアリウムに用いられることがある。バナナプラントの名は、無性繁殖体である殖芽の形がバナナに似ているところに由来する。

## 種
以下のような種が知られている。

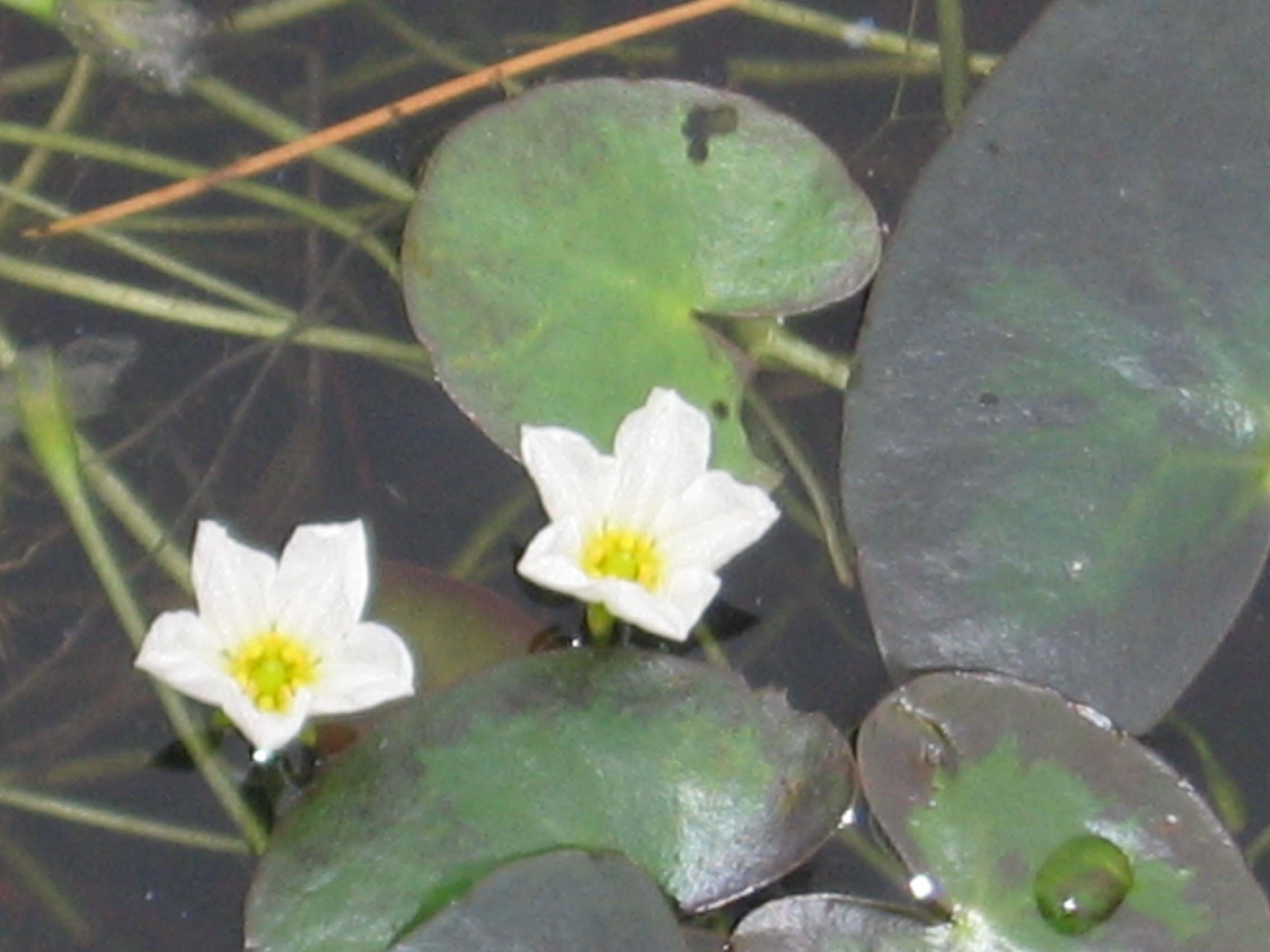
Nymphoides cordata

- ハナガガブタ(Nymphoides aquatica) - 北アメリカ。
- ヒメシロアサザ(Nymphoides coreana) - 日本、中国。
- ヒメガガブタ(Nymphoides cristata) - インド、中国[1]。日本では沖縄に生育するともされるが、確実な報告はない[2]。
- タイワンガガブタ(Nymphoides hydrophylla) - インド[3]、中国。
- ガガブタ(Nymphoides indica) - 日本を含む全世界に広く分布。
- アサザ(Nymphoides peltata) - ユーラシア大陸、日本。